# 以色列經濟
以色列经济是高度发达的自由市场经济，主要是以知识为基础的经济。在联合国人类发展指数的最新报告中，以色列排在第22位，被列为“高度发达”国家，使其生活水平高于许多其他西方国家。以色列发达经济的繁荣使得这个国家拥有先进的福利制度，现代化的基础设施，以及可以与矽谷相媲美的高科技产业。以色列拥有仅次于美国的全球第二多的创业公司，以及仅次于美国和中国的第三多的纳斯达克上市公司。英特尔、微软和苹果在以色列建立了它们的首批海外研发设施，而IBM、谷歌、惠普、思科系统、Facebook和摩托罗拉等其它跨国高科技企业也在以色列设立了研发中心。
以色列的主要经济部门是高科技和工业制造业，在钻石工业上以色列是世界钻石切割和抛光中心之一，占所有出口的23.2%。以色列的自然资源相对贫乏，依赖于进口石油、原材料、小麦、汽车、未切割的钻石和生产原料，但是该国对能源进口的依赖程度可能会在未来发生变化，因为最近在沿海发现惊人的天然气储量和以色列太阳能产业的不断发展。
以色列高水準的大学教育和具有高度积极性并受过良好教育的民众是该国高科技繁荣和经济快速发展的主要原因。凭借其强大的教育基础设施和高质量的孵化体系，为创造价值驱动的商品和服务的新前沿理念提供高质量的孵化体系，以色列得以在全国范围内创建高度集中的高科技公司，这些公司的资金由强大的风险投资行业提供支持。以色列的中心高科技中心被认为是仅次于加州的第二重要的“硅谷”。许多以色列公司因其可靠和高质量的公司员工而被跨国公司收购。
以色列在创造利润驱动的技术方面有着令人印象深刻的记录，已经成为许多世界领先的企业家、投资者和行业巨头的首选。以色列的经济活力吸引了微软创始人比尔·盖茨、投资家沃伦·巴菲特、房地产开发商、美国总统唐纳德·特朗普和电信巨头卡洛斯·斯利姆等国际商界领袖的注意。每个企业家都赞扬了以色列的经济，除了传统的商业活动和在本国的投资外，他们还在以色列的许多行业进行了大量投资。2007年，美国投资家沃伦·巴菲特的控股公司伯克希尔·哈撒韦公司以40亿美元收购了以色列的伊斯卡公司，这是该公司在美国以外的首笔收购。当伯克希尔哈撒韦公司收购伊斯卡公司时，以色列也是该公司在美国以外的首笔投资的目的地。
2010年9月，以色列被邀请加入OECD。以色列还与欧盟、美国、欧洲自由贸易协会、土耳其、墨西哥、加拿大、乌克兰、约旦、埃及签署了自由贸易协定，并于2007年12月18日成为第一个与南方共同市场贸易集团签署自由贸易协定的非拉美国家。以色列也是一个主要的旅游目的地，2017年有360万外国游客到访。

## 历史
英国对巴勒斯坦的托管于1920年生效，并限制犹太移民购买土地。由于这个原因，犹太人口最初更多地集中在城市，在工业职业中占有较高的份额。这一特殊的发展在经济上导致了该地区为数不多的增长奇迹之一，即公司结构主要由私营企业家而不是政府决定。1911年，俄罗斯犹太工程师摩西·诺沃米斯基对死海进行了首次勘测，促成了巴勒斯坦钾肥公司的成立，该公司后来改名为死海工程公司。1923年，平夏斯·魯騰貝格获得了电力生产和分配的独家特许权。他创立了巴勒斯坦电力公司，后来是以色列电力公司。1920年至1924年间，一些国家最大的工厂建立起来，其中包括谢门石油公司、Societe des Grand Moulins公司、巴勒斯坦硅酸盐公司和巴勒斯坦盐业公司。1937年，全国有86家纺织工厂，雇佣了1500名工人。资金和技术都是由欧洲的犹太人士提供的。位于阿塔市的阿塔纺织厂成立于1934年，后来成为以色列纺织业的标志。在第二次世界大战期间，当来自欧洲的供应被切断，而当地的制造商被要求提供军需品时，这个行业经历了快速的发展。到1943年，工厂数量增加到250家，员工5630人，产量增加了10倍。
从1924年开始，贸易展览会在特拉维夫举行。黎凡特博览会于1932年开幕。

### 独立后
建国后，以色列面临严重的经济危机。除了必须从1948年阿以战争的毁灭性影响中恢复，它还必须吸收来自欧洲的数十万犹太难民和来自阿拉伯世界的近100万难民。以色列财政吃紧，面临严重的经济危机，这导致了从1949年到1959年的紧缩政策。失业率高，外汇储备匮乏。
1952年，以色列和西德签署了一项协议，规定西德为以色列在大屠杀期间迫害犹太人支付赔偿金，并赔偿被纳粹偷走的犹太人财产。在接下来的14年里，西德付给以色列30亿马克(相当于1115亿美元的现代货币)。赔款成为以色列收入的一个决定性部分，在1956年高达以色列收入的87.5%。1950年，以色列政府发行了以色列债券，供美国和加拿大的犹太人购买。1951年，债券计划的最终结果超过5200万美元。此外，许多美国犹太人向以色列提供私人捐助，在1956年，这一数据高达一亿美元。1957年，债券销售额占以色列特别发展预算的35%。在本世纪后期，以色列严重依赖美国的经济援助，美国同时是为以色列在国际上最重要的政治支持来源。
这些来源的收益投资于工业和农业发展项目，使以色列能够在经济上自给自足。在这些援助中得以实施的项目包括哈德拉电厂、死海工程、国家运水船、海法、阿什杜德和埃拉特的港口开发、海水淡化厂和国家基础设施项目。
建国后，优先考虑在预定发展的地区建立工业，这些地区包括拉吉、亚实基伦、内盖夫和加利利。以色列纺织业的扩张是棉花作为一个有利可图的农业部门发展的结果。到20世纪60年代末，纺织业是以色列最大的工业產項之一，仅次于食品工业。纺织品约占工业出口的12%，成为仅次于抛光钻石的第二大出口行业。上世纪90年代，廉价的东亚劳动力降低了该行业的盈利能力。大部分工作转包给了400家以色列阿拉伯缝纫店。随着这些工厂的关闭，包括德尔塔、波尔加特、阿格曼和基坦在内的以色列公司开始在约旦和埃及从事缝纫工作，通常是在合格的工业园区的安排下。本世纪初，以色列公司在约旦有30家工厂。以色列的年出口额达到3.7亿美元，为马莎百货、蓋璞、维多利亚的秘密、沃尔玛、西尔斯百货、拉夫·劳伦马球、卡尔文·克莱因和唐納·凱倫等零售商和设计师供货。
在以色列建国的头20年里，以色列对发展的坚定承诺导致了每年超过10%的经济增长率。从1950年到1963年，工薪家庭的实际支出增长了97%。从1955年到1966年，人均消费增长了221%。1973年赎罪日战争后的几年是经济上的失落的十年，增长停滞，通货膨胀飙升，政府开支大幅增加。同样值得一提的是1983年的银行股危机。到1984年，经济形势变得几乎是灾难性的，年通货膨胀率接近450%，预计到第二年年底将超过1000%。但是，1985年实施的成功的经济稳定计划和随后实行的面向市场的结构改革使经济恢复了活力，并为1990年代经济的迅速增长铺平了道路，成为面临类似经济危机的其他国家的榜样。

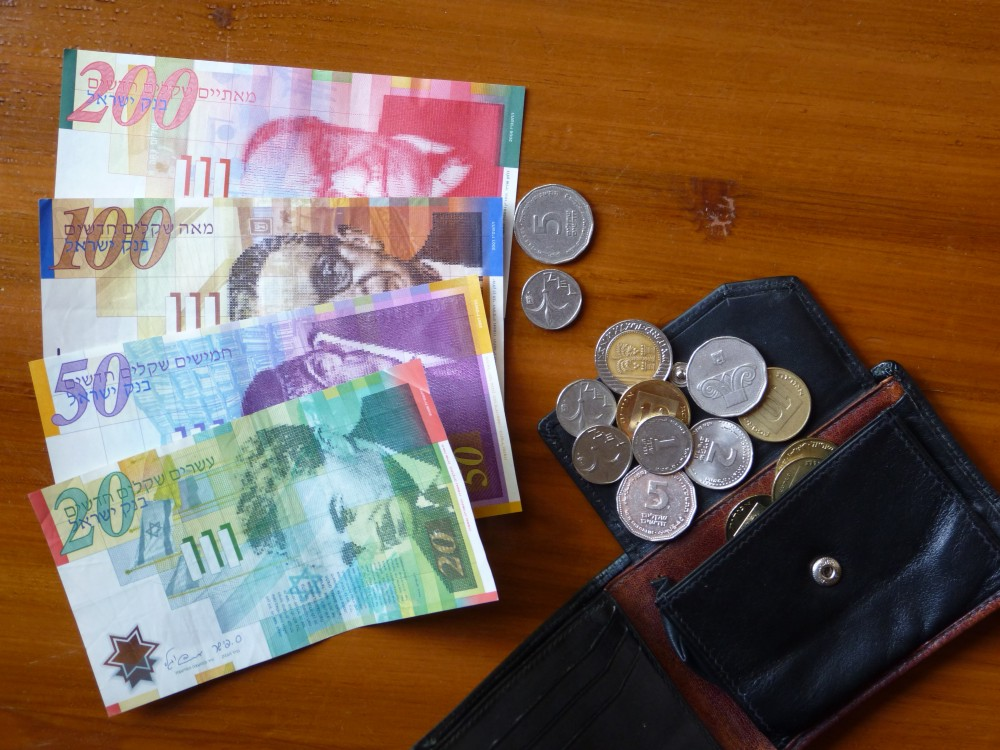
以色列新谢克尔纸币和硬币

自上世纪90年代初以来，有两项进展帮助以色列实现了经济转型。第一波是犹太移民潮，主要来自前苏联国家，为以色列带来了100多万新公民。这些新来的苏联犹太移民中，很多人受过高等教育，他们拥有丰富的科学和技术知识，帮助推动以色列迅速发展的技术产业，他们现在占以色列人口的15%。有利于以色列经济的第二个发展是1991年10月在马德里会议上开始的和平进程，这一进程导致以色列和约旦之间签署了协定，后来又签署了约以和约。
21世纪初，由于全球互联网泡沫的破裂，以色列经济陷入低迷，许多初创公司在泡沫最严重时期破产。第二次巴勒斯坦大起义耗费了以色列数十亿美元的安全成本，导致投资和旅游业的下降，从而使以色列的失业率达到两位数。2000年第一季度，以色列经济的增长率是10%。但是到了2002年，以色列经济在其中一个季度里下降了4%。后来，以色列通过向更远的地区，比如正在快速发展的东亚国家的以色列出口商开放新市场，成功地实现了令人瞩目的经济复苏。随着互联网泡沫的逐渐破灭和全球互联网使用量的增加，科技行业出现了反弹，对软件需求出现了增长。而911事件则导致了全球对安全和国防的需求增加。由于在这些领域的早期投资，以色列在这些领域有着雄厚的基础，使国内的失业情况得以逐步缓和。
过去几年，外国投资前所未有地涌入以色列，以前避开以色列市场的公司现在看到了它对其全球战略的潜在贡献。根据以色列制造商协会的数据，2006年，外国在以色列的投资总额为130亿美元。英国金融时报称“炸弹掉了，以色列的经济却在增长”。此外，尽管以色列的外债总额为950亿美元，约占国内生产总值的41.6%，但自2001年以来，它已成为净外债的净贷款国，截至2012年6月，其净外债处于600亿美元的显著盈余。该国2010年的经常项目盈余相当于国内生产总值(gdp)的3%左右。

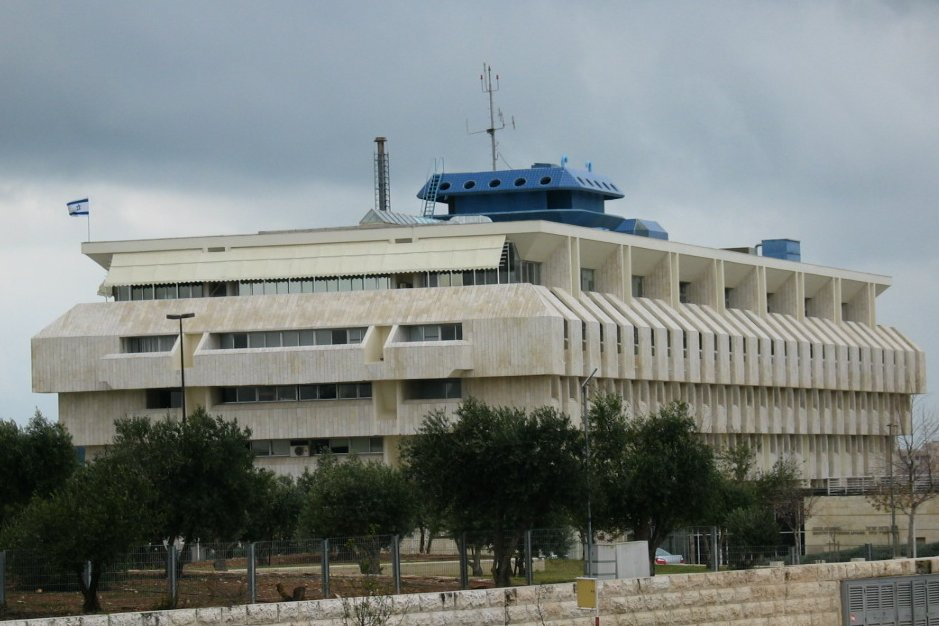
以色列銀行

以色列经济经受住了2000年代末的衰退，在2009年GDP实现正增长，在2010年结束时失业率低于许多西方国家。这种经济韧性的背后有几个原因，例如，如上所述，以色列是一个净贷款国，而不是借款国，以及政府和以色列银行普遍保守的宏观经济政策。特别值得一提的有两种政策，一种是政府拒绝屈服于银行的压力，在危机初期拨出大量公共资金来援助它们，从而限制了它们的冒险行为。二是实施了巴赫委员会在2000年代初至年中提出的建议，即将银行的储蓄和投资银行业务脱钩，这与当时很多国家(尤其是在美国)的趋势相反。当时大多国家的趋势是放松此类限制，从而鼓励这些国家的金融体系承担更多风险。

### OECD成员国
2007年5月，以色列受邀与OECD就加入问题展开讨论。2010年5月，OECD不顾巴勒斯坦的反对，一致投票邀请以色列加入。以色列于2010年9月7日成为正式成员。OECD赞扬了以色列的科技进步，称其“在世界范围内产生了杰出的成果”。

### 挑战
尽管经济繁荣，以色列经济面临着许多挑战，有些是短期的，有些是长期的挑战。在短期内，它无法复制其在电信行业的成功到其他发展中的行业，这阻碍了它的经济前景。过去10年，以色列未能培育出大型跨国公司，这也令人质疑其在先进行业雇佣大量员工的能力。从长远来看，以色列正面临着极端正统犹太人越来越多的挑战，这些人的官方劳动力参与率很低。这种情况可能会导致以色列未来的就业人口的比例大幅下降，而福利支出将会上升。以色列银行行长斯坦利·费希尔表示，极端正统派日益增长的贫困正在损害以色列经济。根据伊恩·福斯曼公布的数据，以色列60%的贫困家庭是正统派犹太人和以色列阿拉伯人。这两个群体加起来占以色列人口的25-28%。一些基金会和组织正在通过就业安置服务和网络活动应对这些挑战。

## 数据
下表为1980-2018年主要经济指标。
| 年度 | GDP    | 人均GDP | GDP增长率 | 通货膨胀率 | 失业率  | 政府公债 |
| ---- | ------ | ------- | --------- | ---------- | ------- | -------- |
| 1980 | 27.7   | 7,062   | ▲3.6 %    | ▲316.6 %   | 4.8 %   | n/a      |
| 1981 | ▲31.7  | ▲8,029  | ▲4.7 %    | ▲116.8 %   | ▲5.1 %  | n/a      |
| 1982 | ▲34.1  | ▲8,496  | ▲1.4 %    | ▲120.4 %   | ━ 5.1 % | n/a      |
| 1983 | ▲36.4  | ▲8,872  | ▲2.6 %    | ▲145.6 %   | ▼4.6 %  | n/a      |
| 1984 | ▲38.5  | ▲9,270  | ▲2.2 %    | ▲373.8 %   | ▲5.9 %  | n/a      |
| 1985 | ▲41.5  | ▲9,818  | ▲4.5 %    | ▲304.6 %   | ▲6.7 %  | n/a      |
| 1986 | ▲43.9  | ▲10,213 | ▲3.6 %    | ▲48.2 %    | ▲7.1 %  | n/a      |
| 1987 | ▲48.4  | ▲11,077 | ▲7.5 %    | ▲19.9 %    | ▼6.1 %  | n/a      |
| 1988 | ▲51.8  | ▲11,679 | ▲3.6 %    | ▲16.2 %    | ▲6.5 %  | n/a      |
| 1989 | ▲54.6  | ▲12,097 | ▲1.4 %    | ▲20.2 %    | ▲8.9 %  | n/a      |
| 1990 | ▲60.4  | ▲12,968 | ▲6.6 %    | ▲17.2 %    | ▲9.6 %  | n/a      |
| 1991 | ▲65.3  | ▲13,201 | ▲4.6 %    | ▲19.0 %    | ▲10.6 % | n/a      |
| 1992 | ▲71.6  | ▲13,968 | ▲7.2 %    | ▲11.9 %    | ▲11.2 % | n/a      |
| 1993 | ▲76.0  | ▲14,457 | ▲3.8 %    | ▲10.9 %    | ▼10.0 % | n/a      |
| 1994 | ▲83.1  | ▲15,403 | ▲7.0 %    | ▲12.3 %    | ▼7.8 %  | n/a      |
| 1995 | ▲93.0  | ▲16,784 | ▲9.7 %    | ▲10.0 %    | ▼6.9 %  | n/a      |
| 1996 | ▲100.4 | ▲17,671 | ▲6.0 %    | ▲11.3 %    | ▲8.3 %  | n/a      |
| 1997 | ▲106.3 | ▲18,245 | ▲4.0 %    | ▲9.0 %     | ▲9.5 %  | n/a      |
| 1998 | ▲111.9 | ▲18,748 | ▲4.2 %    | ▲5.4 %     | ▲10.7 % | n/a      |
| 1999 | ▲117.6 | ▲19,222 | ▲3.5 %    | ▲5.2 %     | ▲11.1 % | n/a      |
| 2000 | ▲130.9 | ▲20,819 | ▲8.8 %    | ▲1.1 %     | ▼10.9 % | 79.6 %   |
| 2001 | ▲134.0 | ▼20,815 | ▲0.1 %    | ▲1.1 %     | ▲11.6 % | ▲83.7 %  |
| 2002 | ▲135.8 | ▼20,679 | ▼−0.2 %   | ▲5.7 %     | ▲12.9 % | ▲90.2 %  |
| 2003 | ▲140.1 | ▲20,944 | ▲1.1 %    | ▲0.7 %     | ▲13.4 % | ▲92.8 %  |
| 2004 | ▲151.1 | ▲22,202 | ▲5.0 %    | ▼−0.2 %    | ▼12.9 % | ▼91.3 %  |
| 2005 | ▲162.4 | ▲23,441 | ▲4.1 %    | ▲1.3 %     | ▼11.2 % | ▼88.2 %  |
| 2006 | ▲176.9 | ▲25,091 | ▲5.8 %    | ▲2.1 %     | ▼10.5 % | ▼80.0 %  |
| 2007 | ▲192.9 | ▲26,876 | ▲6.2 %    | ▲0.5 %     | ▼9.2 %  | ▼73.1 %  |
| 2008 | ▲202.5 | ▲27,710 | ▲3.2 %    | ▲4.6 %     | ▼7.7 %  | ▼71.9 %  |
| 2009 | ▲207.0 | ▼27,662 | ▲1.3 %    | ▲3.3 %     | ▲9.4 %  | ▲74.6 %  |
| 2010 | ▲221.1 | ▲29,018 | ▲5.5 %    | ▲2.7 %     | ▼8.3 %  | ▼70.7 %  |
| 2011 | ▲237.4 | ▲30,580 | ▲5.2 %    | ▲3.5 %     | ▼7.1 %  | ▼68.8 %  |
| 2012 | ▲247.8 | ▲31,334 | ▲2.4 %    | ▲1.7 %     | ▼6.9 %  | ▼68.4 %  |
| 2013 | ▲262.9 | ▲32,631 | ▲4.3 %    | ▲1.5 %     | ▼6.3 %  | ▼67.1 %  |
| 2014 | ▲277.9 | ▲33,835 | ▲3.8 %    | ▲0.5 %     | ▼5.9 %  | ▼65.9 %  |
| 2015 | ▲287.2 | ▲34,290 | ▲2.3 %    | ▼−0.6 %    | ▼5.3 %  | ▼64.0 %  |
| 2016 | ▲301.8 | ▲35,322 | ▲4.0 %    | ▼−0.5 %    | ▼4.8 %  | ▼62.1 %  |
| 2017 | ▲318.4 | ▲36,562 | ▲3.6 %    | ▲0.2 %     | ▼4.2 %  | ▼60.4 %  |
| 2018 | ▲337.4 | ▲37,994 | ▲3.5 %    | ▲0.8 %     | ▼4.0 %  | ▲60.8 %  |

## 各部门经济

### 农业

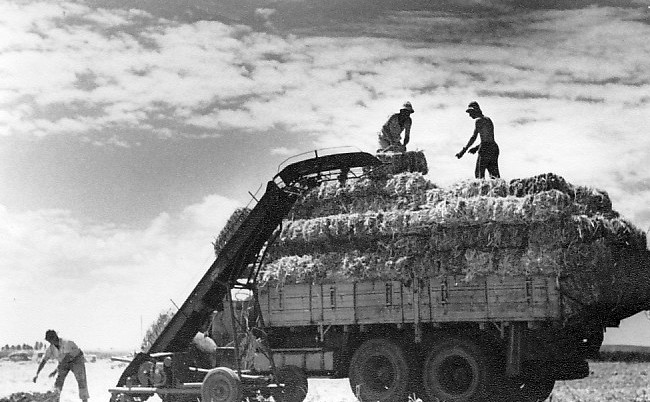
基布兹，以色列传统上以农业为基础的集体社区，在以色列经济中发挥了重要作用，直到20世纪70年代末

2017年，以色列GDP的2.3%来自农业。在270万劳动力中，农业生产占2.6%，农业服务业占6.3%。虽然以色列进口大量粮食(约占当地消费的80%)，但它在其他农产品和食品方面基本上是自给自足的。几个世纪以来，该地区的农民种植了各种柑橘类水果，如葡萄柚、橙子和柠檬。柑橘类水果仍然是以色列的主要农产品出口。此外，以色列是世界上温室气体排放最多的国家之一。以色列每年出口价值超过13亿美元的农业产品，包括农产品以及价值12亿美元的农业技术。

### 金融服务

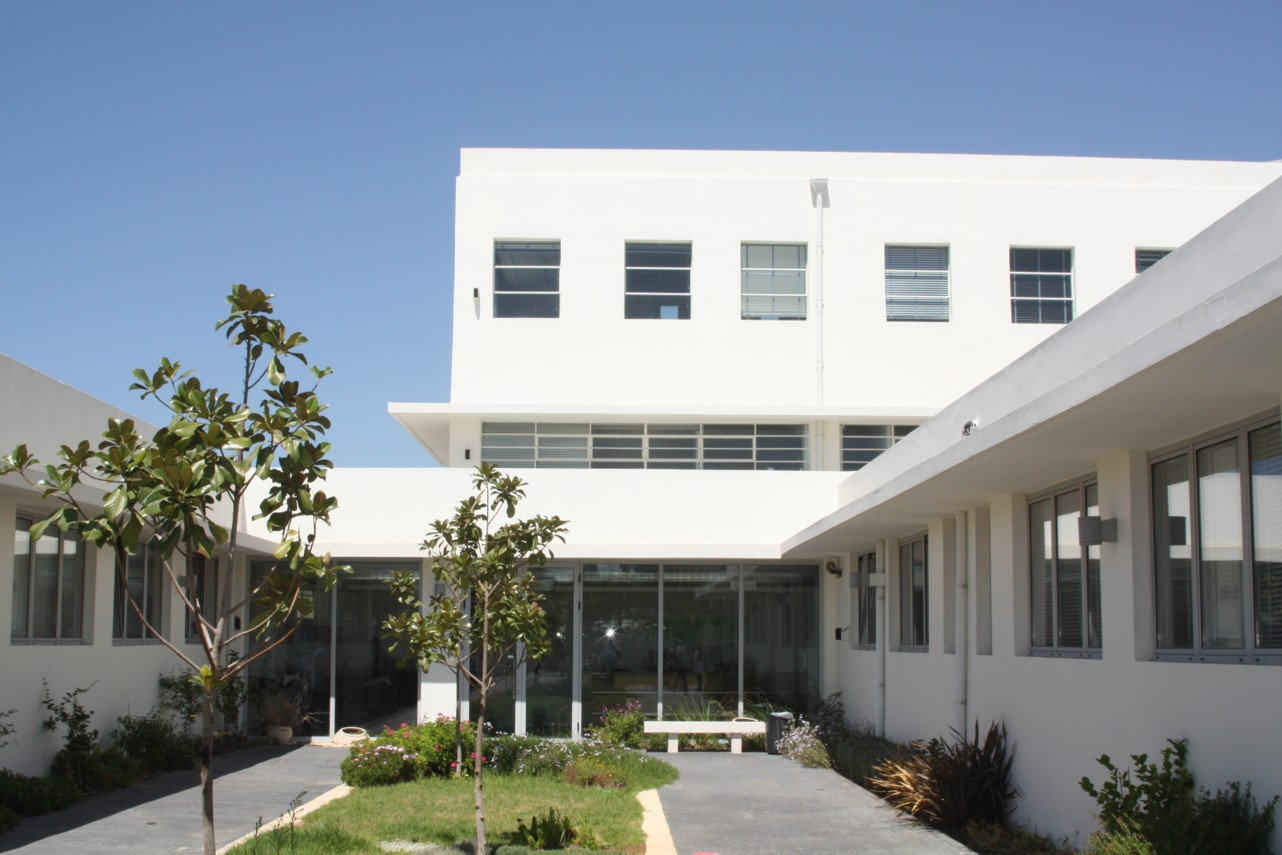
耶路撒冷风险投资公司(JVP)位于耶路撒冷，是以色列最大的风险投资公司之一

以色列在全国有100多个活跃的风险投资基金，管理着100亿美元。2004年，来自世界各国的国际基金投资占投资总额的50%以上，体现了该国作为许多国家在国际上寻求外国投资的良好声誉。以色列的风险投资业从20世纪90年代初开始迅速发展，目前约有70家活跃的风险投资基金(VC)，其中14家国际风险投资公司在以色列设有办事处。以色列蓬勃发展的风险投资和企业孵化器行业在该国蓬勃发展的高科技行业融资方面发挥了重要作用。 2008年，以色列的风险投资增长了19%，达到19亿美元。
从1991年到2000年，以色列每年的风险投资支出几乎都是私人的，增长了近60倍，从5800万美元增长到33亿美元;以色列风险基金创办的公司从100家增至800家;以色列的信息技术收入从16亿美元上升到125亿美元。到1999年，以色列的私人资本投资占GDP的比重仅次于美国。以色列的高技术投资在其经济增长中所占的份额为70%居世界首位。
以色列蓬勃发展的风险投资行业在为该国蓬勃发展的高科技行业提供资金方面发挥了重要作用。这个国家现在充满了数百家成功的以色列私人股本和风险投资公司，他们希望投资于下一个潜在的数百万或数十亿美元的创业公司。许多以色列风险投资公司管理着数十亿美元的资金，它们正寻求投资于以色列国内企业，以通过在全国范围内建立强大的业务来创造价值。2007-08年的金融危机也影响了本地风险资本的可获得性。2009年，以色列市场共发生了63起并购交易，总价值25.4亿美元，比2008年的27.4亿美元低7%，当时有82家以色列公司被并购或收购，比2007年87家以色列公司被并购或收购的收益(37.9亿美元)低33%。众多以色列高科技公司因其可靠的企业管理和高素质的人才而被跨国公司收购。除了风险投资基金之外，许多世界领先的投资银行、养老基金和保险公司在以色列也有强大的业务，它们承诺将资金投入以色列高科技公司，并从其繁荣的高科技产业中获益。这些机构投资者包括高盛、贝尔斯登公司、德意志银行、摩根大通、瑞士信贷第一波士顿、美林证券、加州公务员退休基金、安大略教师退休金计划和美国国际集团。
以色列的对冲基金行业规模虽小，但增长迅速。在2007年至2012年的5年内，活跃对冲基金的数量增加了一倍，达到60只，而基金控制的总资产价值同期翻了两番。以色列建立对冲基金自2006年以来增长了162%,目前注册管理总计20亿美元，并雇佣大约300人。以色列不断增长的对冲基金行业也吸引了来自世界各地的大量投资者，尤其是来自美国的投资者。

### 高科技产业

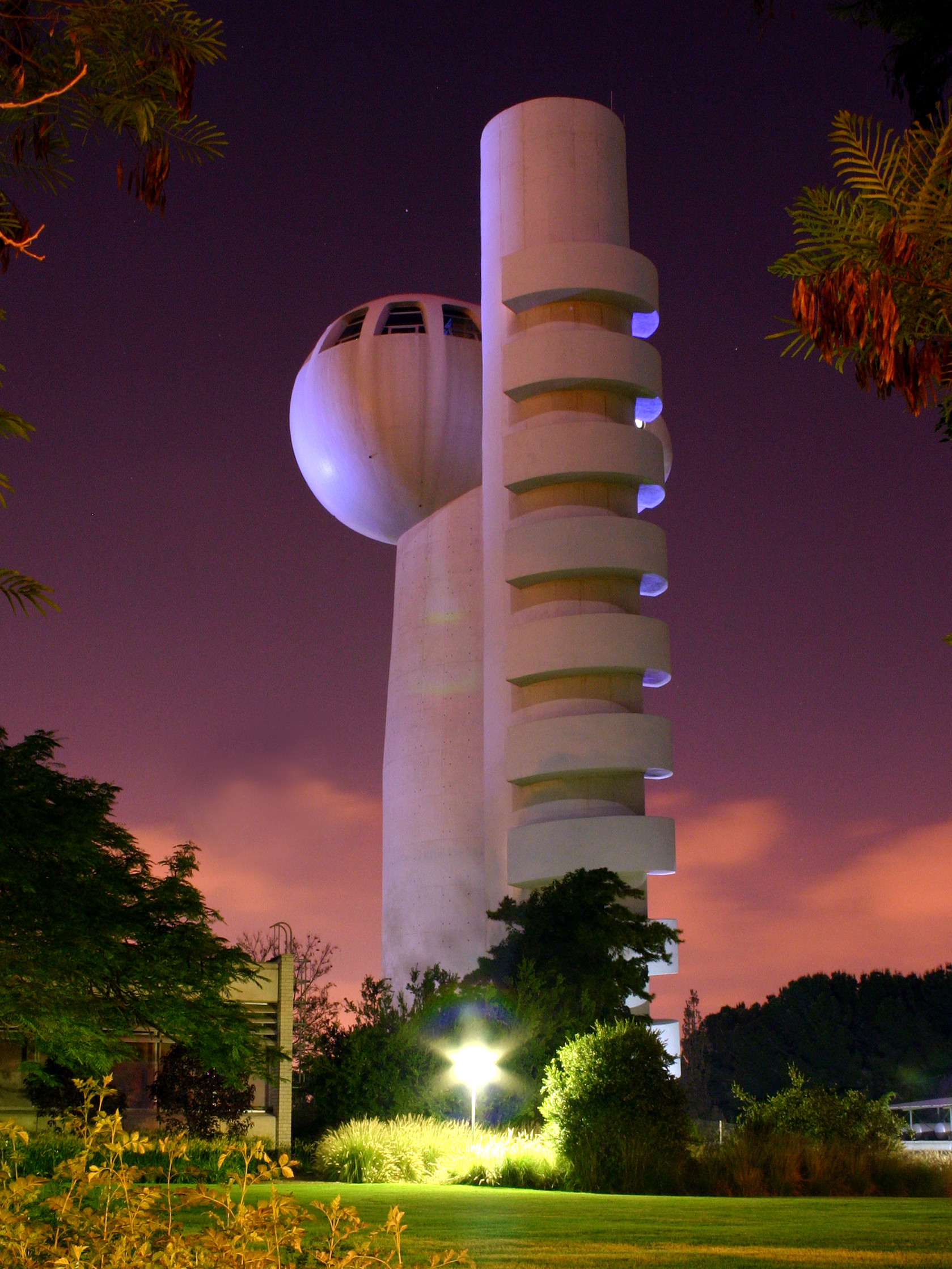
魏茨曼科学研究学院

以色列的科学和技术是该国最发达和最工业化的部门之一。现代以色列高科技生态系统高度优化，构成以色列经济的重要组成部分。以色列高科技產業占就業市場的14%，占國內GDP的1/5。从事科学和技术的以色列人的百分比，以及用于研究和发展的投入与国内生产总值(GDP)之比，都是世界上最高的。以每百万公民发表科学论文的数量衡量，以色列的科学活动在世界上排名第四。以色列在全世界发表的科学论文总数中所占的百分比几乎是其占世界人口百分比的10倍。尽管与世界上其他工业化国家相比，以色列的人口较少，但以色列的科学家和技术人员所占雇员数量的比例是世界上最高的，每10,000名雇员中有140名科学家和技术人员。相比之下，美国和日本的这一比例分别为以色列的85%和83%。
以色列科学家、工程师和技术人员为自然科学、农业科学、计算机科学、电子、遗传学、医学、光学、太阳能和各种工程领域的进步作出了贡献。以色列是一些高科技产业主要公司的所在地，也是世界上技术知识人口最多的国家之一。1998年，特拉维夫被新闻周刊评为世界十大最具科技影响力的城市之一。2012年，这座城市还被评为高科技创业公司的最佳选址之一，仅次于加州。2013年，特拉维夫再次蝉联美国波士顿环球报将特拉维夫评为全球第二大创业城市，仅次于美国的硅谷，至今仍是世界上最大的科技创业企业中心之一。每年有200家创业公司成立，2500多家创业公司在全国各地运营。
由于以色列高度著名和富有创造性的创业文化，以色列经常被称为“创业国家”（改编自丹·塞纳和索尔·辛格的著作《创业国家》）和“中东的硅谷”。甚至有很多集团的项目是把人们送到以色列去探索“创业国家”经济(比如TAVtech Ventures和TAMID集团)。一些人将这一成功归功于以色列国防军及其人才的发展，这些人才的发展在他们退伍后推动了高科技产业的发展，但企业家因巴尔·阿里利在她的著作中指出，以色列文化固有的特点和以色列儿童的成长方式也发挥了重要作用。
近年来，该行业面临着一些挑战，如何克服这些挑战，是该行业进一步发展的关键。如今，高科技产业快速发展，对科技人才的需求也在增加。但是人才市场上没有足够的专家，特别是以色列高科技部门15%的职位仍然空缺。其中软件工程专业的空缺职位最多(31%)，其中包括DevOps、后端、数据科学、机器学习和人工智能。因此，以色列劳动力市场的专家薪金也大幅度增加。为了解决这个问题，IT公司在国外寻找填补空白的方法。因此，他们大约有25%的员工在海外工作，大多数公司选择从乌克兰(45%)和美国(16%)雇佣员工。因此，为了保持工业的增长，以色列应该克服劳动力短缺的问题。事实上，以色列高等教育委员会已经启动了一个五年计划，试图将计算机科学和工程专业的毕业生数量增加40%。

### 能源

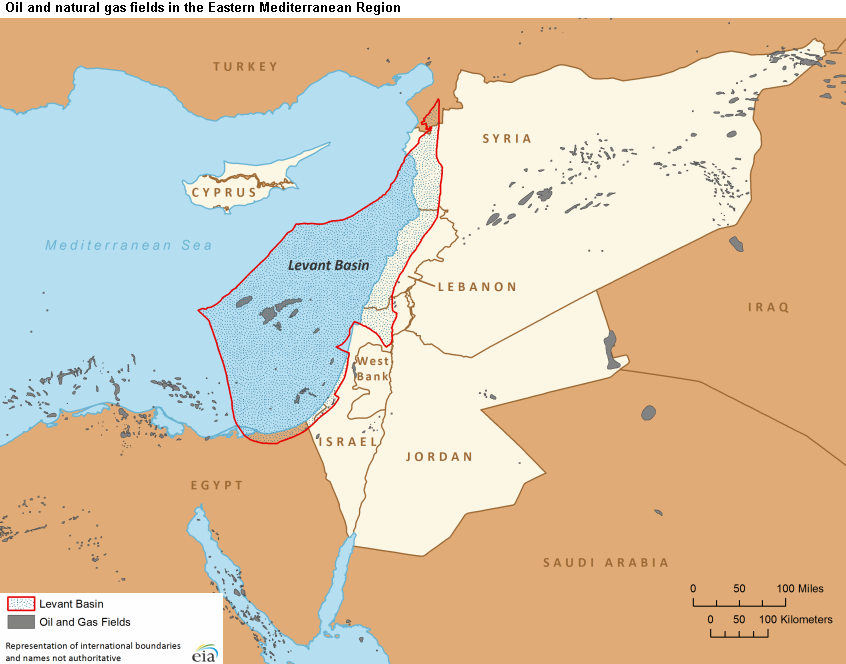
黎凡特盆地已知油气田

以色列自1980年以来的矿物燃料能源消耗。煤炭消耗量自1980年以来稳步上升，在此之前煤炭消耗量几乎可以忽略不计。2003年之前天然气消费量几乎为零，此后一直在稳步上升。

从历史上看，以色列依靠外部进口来满足其大部分能源需求，2009年在能源产品进口上的支出相当于其国内生产总值的5%以上。交通部门主要依靠汽油和柴油，而电力生产的大部分是使用进口煤炭。截至2013年，以色列每年进口大约1亿桶石油。以色列的原油储量微不足道，但其国内的天然气资源却从2009年开始被大量发现。此前，以色列进行了数十年不成功的勘探。

#### 天然气
直到21世纪初，以色列的天然气使用量还很少。在20世纪90年代末，由于环境、成本和资源多样化的原因，以色列的政府决定鼓励天然气的使用。然而，当时国内没有天然气来源，人们的期望是，天然气将以液化天然气的形式从海外供应，并在未来通过从埃及的管道供应。以色列电力公司计划建造几座以天然气为动力的发电厂，建立一个全国天然气分配网和一个液化天然气进口终端。
| 2004                             | 2005 | 2006 | 2007 | 2008 | 2009 | 2010 | 2014 | 2016 | 2018* | 2020* | 2022* | 2024* | 2026* | 2028* | 2030* |
| -------------------------------- | ---- | ---- | ---- | ---- | ---- | ---- | ---- | ---- | ----- | ----- | ----- | ----- | ----- | ----- | ----- |
| 1.2                              | 1.6  | 2.3  | 2.7  | 3.7  | 4.2  | 5.2  | 7.6  | 9.5  | 10.1  | 11.1  | 11.7  | 13    | 14.3  | 15.3  | 16.8  |
| 单位是十亿立方米/年(BCM)。 *预计 |      |      |      |      |      |      |      |      |       |       |       |       |       |       |       |

##### 最近的发现
2000年，亚实基伦近海发现了一个330亿立方米也就是1.2万亿立方英尺的天然气田，并于2004年开始投入商业生产。然而，到2014年，这个油田几乎已经枯竭了，而且比预期的要早，因为在2011年穆巴拉克政权倒台，从埃及方面进口的天然气中断，于是增加了气田的开采。2009年，在海法以西约90 km（60 mi）的深水区发现了一个名为塔玛的重要气田，探明储量为7.9 × 1012立方英尺，在海岸线附近还有一个较小的气田，其规模为530 × 109立方英尺。此外，自2010年以来进行的三维地震勘探和测试钻井结果证实，在2009年已发现的大型气田附近的大型水下地质地层中，估计存在21.9 × 1012立方英尺名为利维坦的天然气矿床。
经过四年的开发，塔玛油田于2013年3月30日开始商业化生产。塔玛的天然气供应预计将有助于以色列经济。2011年至2013年，由于邻国埃及的天然气供应中断，以色列经济遭受了200多亿新谢克尔的损失（由于埃及决定无限期中止对以色列的天然气供应协议，预计这一损失不会恢复）。由于埃及的天然气供应中断，以色列及其鄰國约旦不得不进口昂贵得多、污染严重的液体重燃料作为替代能源。2013年塔玛气田投产后，以色列随后的能源危机得以缓解，而约旦承诺与以色列利维坦气田达成100亿美元的15年天然气供应协议，总规模达450亿立方米，该气田计划于2019年底投产。该协议预计将为约旦每年节省6亿美元的能源成本。2018年，塔玛油田和利维坦油田的所有者宣布，他们正在与一个由埃及公司组成的财团谈判一项协议，在10年内供应至多640亿立方米的天然气，价值最高可达150亿美元。2012年初，以色列内阁宣布了建立主权财富基金（称为“以色列公民基金”）的计划。
| 油田       | 发现 | 生产              | 估计体量                                      |
| ---------- | ---- | ----------------- | --------------------------------------------- |
| Noa North  | 1999 | 2012年到2014年    | 原有50 × 109立方英尺（1.4 × 109立方）; 已采罄 |
| Mari-B     | 2000 | 2004年到2015年    | 原有1 × 1012立方英尺（28 × 109立方）; 已采罄  |
| 塔玛       | 2009 | 2013              | 10.8 × 1012立方英尺（310 × 109立方）          |
| Dalit      | 2009 | Not in production | 700 × 109立方英尺（20 × 109立方）             |
| 利维坦油田 | 2010 | 2020 (expected)   | 22 × 1012立方英尺（620 × 109立方）            |
| 海豚       | 2011 | 没有正在生产      | 81.3 × 109立方英尺（2.30 × 109立方）          |
| 丹宁油田   | 2012 | 没有正在生产      | 1.2—1.3 × 1012立方英尺（34—37 × 109立方）     |
| Karish     | 2013 | 预计2022年投产    | 2.3—3.6 × 1012立方英尺（65—102 × 109立方）    |

#### 电能
从国家成立到2010年代中期，国有公用事业公司以色列电力公司(IEC)在国家的发电方面拥有有效的垄断地位。2010年，该公司销售了52,037千瓦时的电力。直到2010年中期，该国还面临着持续的低运营储备，这主要是由于以色列是一个“电力孤岛”。大多数国家都有能力在电力短缺的情况下依靠邻近国家的生产者提供的电力。然而，以色列的电网与邻国的电网没有连接。这主要是由于政治原因，但也由于约旦和埃及的电力系统相当不发达，这两个国家的电力系统一直难以满足国内需求，其人均发电量还不到以色列的五分之一。然而，尽管以色列的运营储备很低，但该国拥有足够的发电和输电能力来满足国内电力需求，而且与周边国家不同，历史上轮流停电的情况相当罕见，即使在需求极度旺盛的时期也是如此。
面对日益增长的电力需求，以及对电力储备不足的担忧，以色列政府从本世纪头十年的后半期开始，采取措施增加电力供应和运营储备，降低IEC的垄断地位，增加电力市场的竞争。它指示独立选举委员会建造几座新发电站，并鼓励私人投资发电部门。到2015年，IEC在全国总装机容量中所占的份额已经下降到约75%，公司当时拥有约13.6吉瓦(GW)的装机容量。2010年以来，独立发电企业新建了3座燃气联合循环电站，总发电能力约为220吉瓦，各类工业企业新建了厂房热电联产设施，总发电量约为100吉瓦，并获得电力主管部门的许可，以有竞争力的价格向国家电网出售剩余电力。同样在建的还有一座300兆瓦的抽水蓄能电站，还有两座在规划中，另外还有几座太阳能电站。
除上述步骤外，以色列和塞浦路斯正在考虑执行拟议的欧亚互联项目。这包括在他们之间以及塞浦路斯和希腊之间铺设2000兆瓦的HVDC海底电力电缆，从而将以色列连接到更大的欧洲电网。如果这一计划得以实施，以色列的运营储备将进一步增加，多余的电力将销往海外。
2016年，全国发电量67.2亿千瓦时，天然气发电量55.2%，煤炭发电量43.8%，天然气发电量首次超过煤炭发电量。
|                              | 煤    | 燃油 | 天然气 | 柴油  |
| ---------------------------- | ----- | ---- | ------ | ----- |
| 按工厂类型划分的装机容量     | 39.7% | 3.4% | 39.8%  | 18.9% |
| 按燃料来源计算的全年总发电量 | 61.0% | 0.9% | 36.6%  | 1.5%  |

#### 太阳能

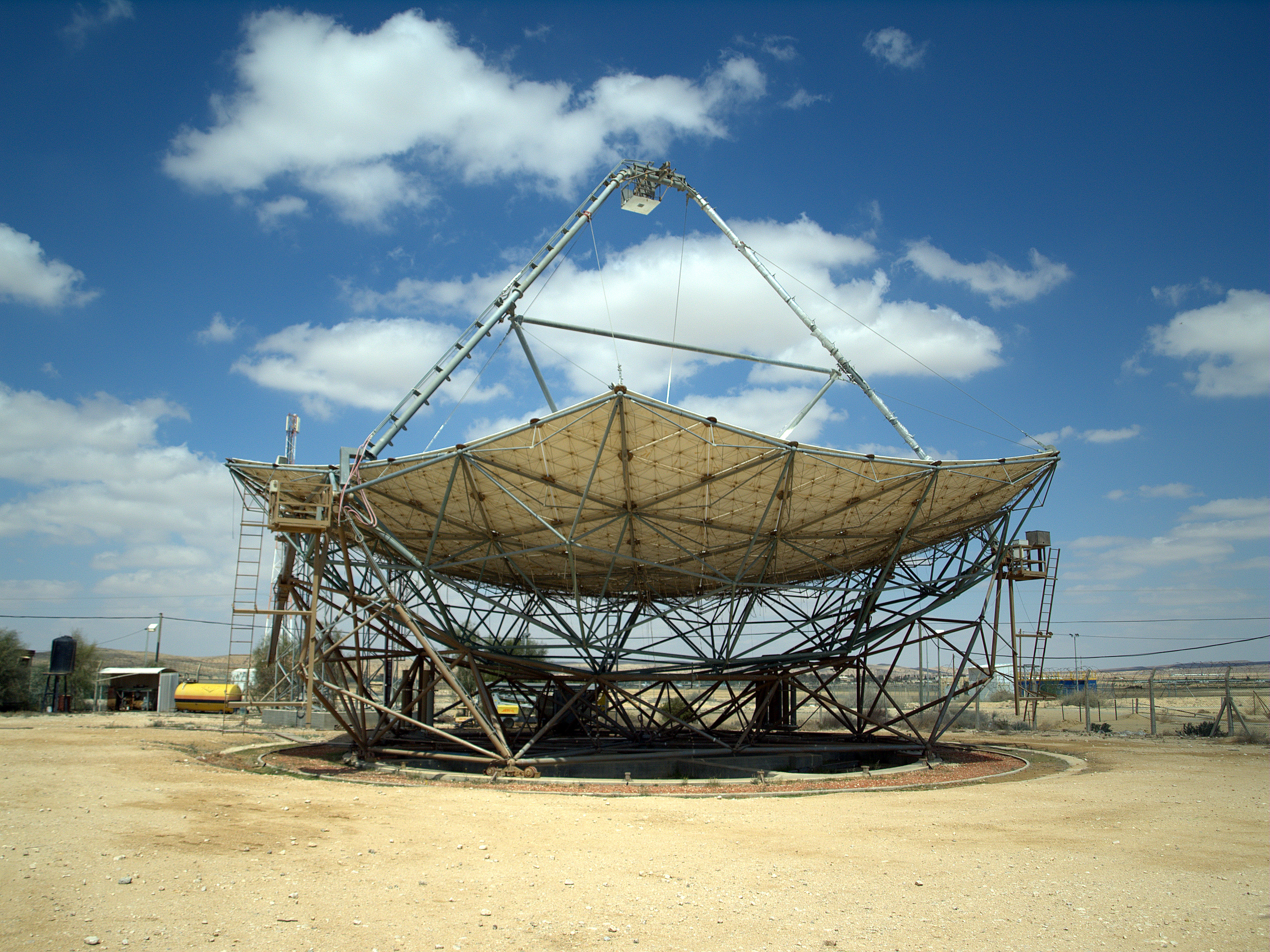
内盖夫沙漠是以色列太阳能研究产业的所在地，尤其是国家太阳能中心和以色列阳光最充足的阿拉瓦河谷。

以色列的太阳能和以色列太阳能工业的历史可以追溯到建国之初。20世纪50年代，利瓦伊·伊萨开发了一种太阳能热水器，以帮助缓解这个新国家的能源短缺。到1967年，每20户家庭中就有1户使用太阳能热水器烧水，并售出了5万台太阳能热水器。在20世纪70年代的石油危机中，以色列太阳能产业之父哈里·兹维·塔博尔开发出了太阳能热水器的原型，现在90%以上的以色列家庭都在使用这种热水器。以色列的工程师处于太阳能技术的最前沿，该国的太阳能公司在世界各地开展项目。

### 工业制造
以色列拥有庞大的工业能力和发达的化学工业，其许多产品面向出口市场。大多数化工厂位于拉马特·霍夫、海法湾地区和死海附近。以色列化学公司是以色列最大的化肥和化学公司之一，它的子公司死海工厂是世界第四大碳酸钾产品生产商和供应商。公司还生产氯化镁、工业盐、除冰剂、浴盐、食盐、化妆品原料等产品。以色列最大的雇主之一是以色列航太工业，主要生产航空、太空和国防产品。2017年，公司排期订单114亿美元。另一个大的雇主是梯瓦制药工业，世界上最大的制药公司之一，2011年雇佣了4万人。专业生产仿制药、专利药和原料药。它是世界上最大的仿制药制造商，也是世界上最大的15家制药公司之一。金属、电气设备、建筑材料、消费品和纺织品的工业生产以及食品加工也构成了制造业的重要组成部分。

#### 钻石工业
以色列是世界三大钻石抛光中心之一，与比利时和印度并列。2012年，以色列抛光钻石净出口下降22.8%，从2011年的72亿美元下降到55.6亿美元。未经加工钻石净出口下降20.1%至28亿美元，抛光钻石净出口下降24.9%至43亿美元，而未经加工钻石净进口下降12.9%至38亿美元。由于持续的全球金融危机，特别是对欧元区和美国造成了影响，导致净进出口下降。美国是最大的钻石市场，占抛光钻石总出口市场的36%，香港以28%的份额位居第二，比利时以8%的份额位居第三。截至2016年，切割钻石仍然是以色列最大的出口产品，占所有出口的23.2%。

#### 国防承包
以色列是世界上主要的军事装备出口国之一，2007年占世界军事装备出口总量的10%。2010年斯德哥尔摩国际和平研究所的全球100家武器生产和军事服务公司指数中，有三家以色列公司榜上有名，它们是埃爾比特系統、以色列航太工業和拉斐尔先进防御系统公司。以色列的国防工业是一个具有重要战略意义的部门，也是该国的一个大雇主。以色列也是全球武器市场的主要参与者，截至2024年，以色列是全球第9大武器出口国。2004年至2011年，武器转让协议总额超过129亿美元。在这个国家有超过150家活跃的国防公司，每年的总收入超过35亿美元。2012年，以色列的国防设备出口额达到70亿美元，比2011年的国防相关出口额增长了20%。大部分出口产品销往美国和欧洲。购买以色列国防装备的其他主要地区包括东南亚和拉丁美洲。印度还是以色列武器出口的主要国家，是以色列在世界上最大的武器市场。以色列被认为是世界上领先的无人机出口国。斯德哥尔摩国际和平研究所的数据显示，2001年至2011年，以色列国防公司制造的无人机占所有出口无人机的41%。

### 旅游业
旅游业是以色列的主要收入来源之一，2017年吸引了360万外国游客，自2016年以来增长了25%，为以色列经济贡献了200亿新谢克尔，创造了历史记录。最受欢迎的旅游地点是马萨达。

## 对外贸易

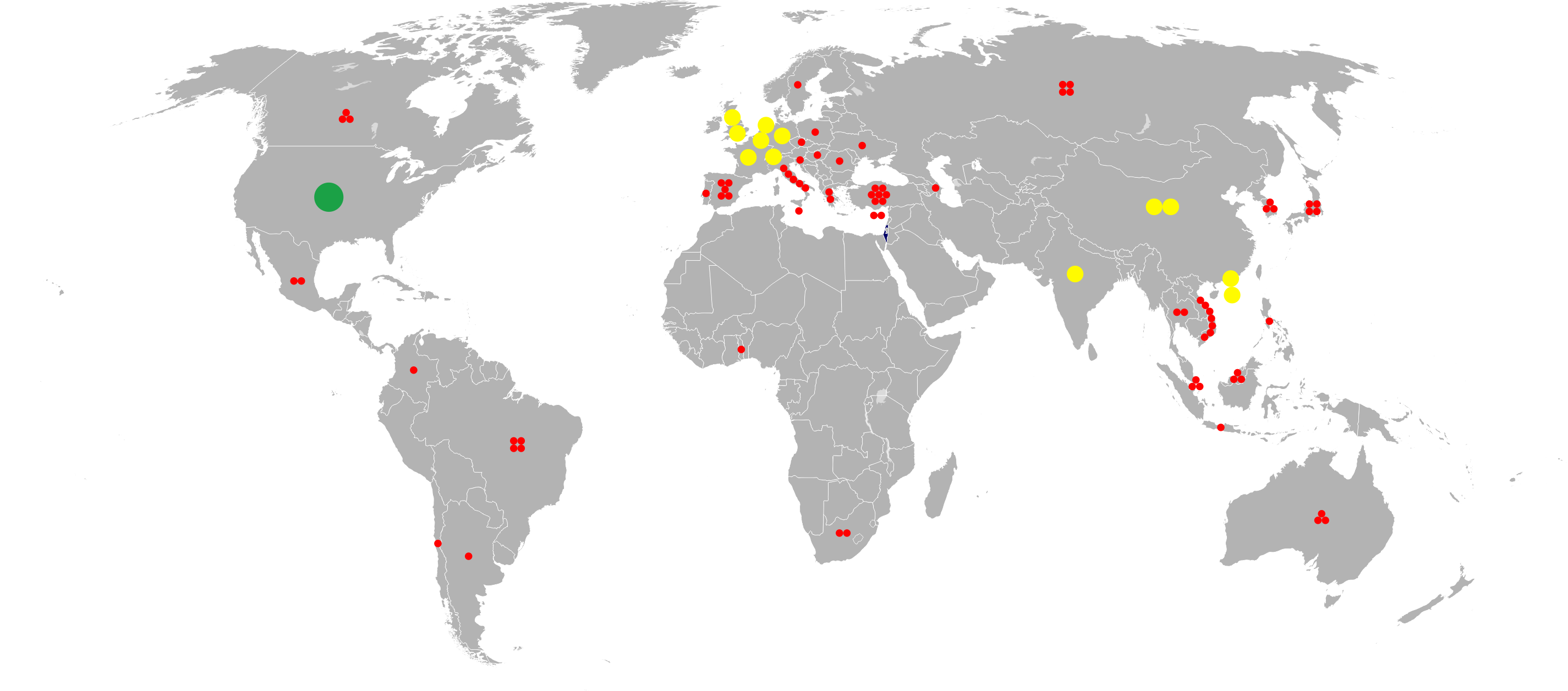
2016年以色列出口地图

2016年，以色列货物出口总额达到558亿美元。同年，以色列进口了价值619亿美元的商品。2017年出口(商品和服务)1023亿美元，进口967亿美元。以色列通常在商品贸易上有适度的逆差。其主要进口商品包括原材料、原油、生产资料和成品消费品。以色列的大部分出口产品是高附加值产品，如电子元件和其他高科技设备、工具和机械、切割钻石、精炼石化产品和药品。由于旅游业和诸如软件开发、工程服务、生物医学和科学研究与开发等服务业的发展，以色列的服务贸易通常会出现巨额顺差。因此，总体对外贸易是积极的，经常账户盈余占GDP的比重在2017年达到了4.7%。

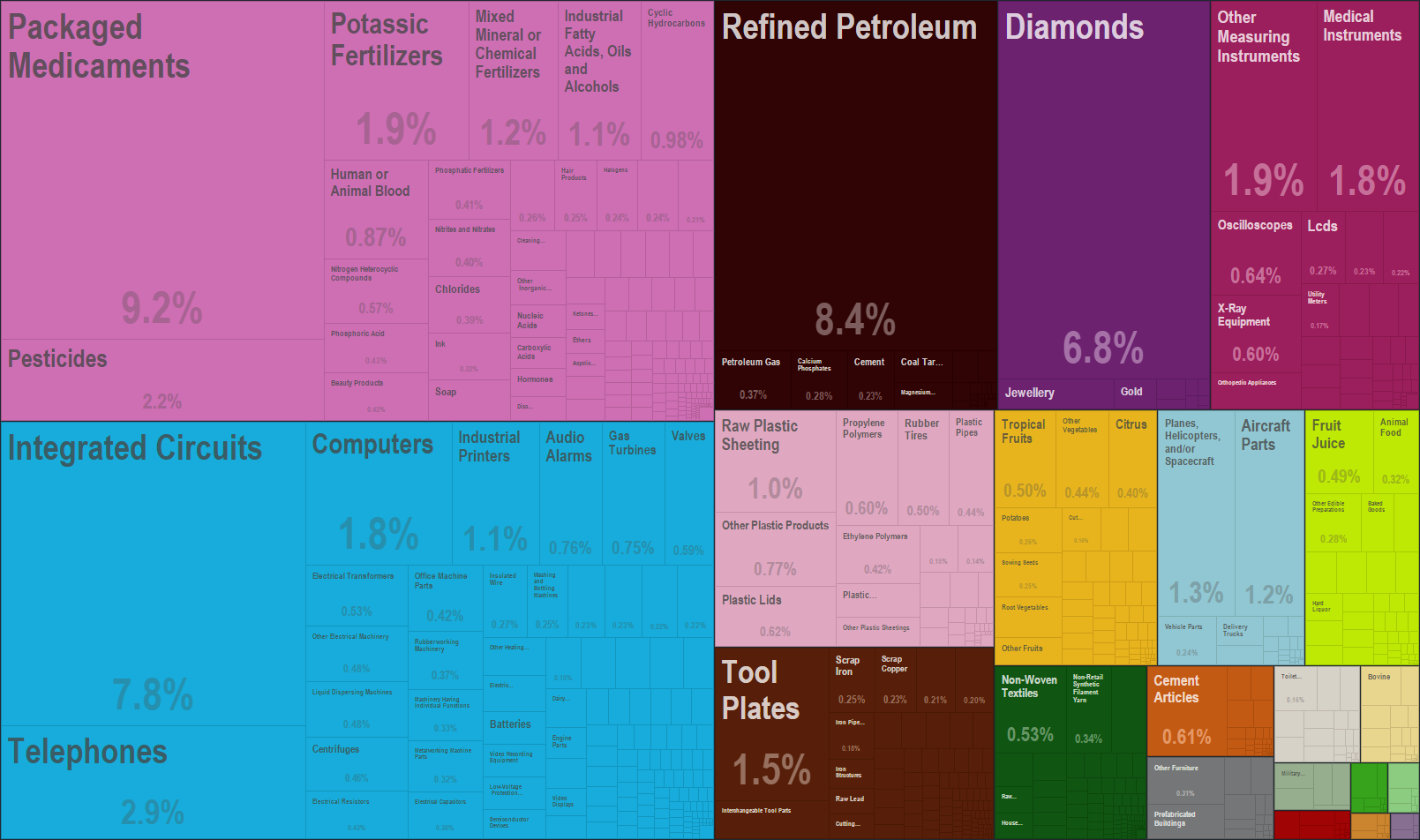
以色列产品出口的28种颜色分类的图形描述(2014年)

美国是以色列最大的贸易伙伴，以色列是美国第26大贸易伙伴;2010年双边贸易总额约为245亿美元，高于1997年的127亿美元。美国对以色列的主要出口包括电脑、集成电路、飞机零部件和其他国防设备、小麦和汽车。以色列对美国的主要出口包括切割钻石、珠宝、集成电路、印刷机械和电信设备。1985年，两国签署了自由贸易协定，在接下来的十年里逐步取消了两国间大部分商品的关税。1996年11月签署了一项农业贸易协定，其中涉及自由贸易协定未包括的其余货物。然而，一些非关税壁垒和商品关税仍然存在。以色列还与欧洲联盟和加拿大签订了贸易和合作协定，并正设法与一些其他国家缔结这种协定，包括土耳其、约旦和东欧的一些国家。
就区域而言，欧盟是以色列出口的首要目的地。在2011年10月至2012年1月的四个月里，以色列向欧盟出口的货物总额达50亿美元，占以色列总出口的35%。在同一时期，以色列对东亚和远东的出口总额约为31亿美元。
直到1995年，由于阿盟的抵制，以色列与阿拉伯世界的贸易一直很少。阿盟的抵制始于1945年，针对的是巴勒斯坦的犹太人社区。阿拉伯国家不仅拒绝与以色列进行直接贸易(主要抵制)，而且还拒绝与任何在以色列经营的公司做生意(次要抵制)，或任何与与以色列做生意的公司做生意(第三抵制)。
2013年，以色列和巴勒斯坦之间的商业贸易每年价值200亿美元。
2012年，10家公司占以色列出口的47.7%。这些公司包括英特尔以色列公司、埃尔比特系统公司、炼油厂有限公司、梯瓦制药公司、伊斯卡公司、以色列化学公司、马赫辛·阿甘公司、帕兹石油公司、以色列航太工业公司和惠普公司的Indigo部门。以色列银行和以色列出口研究所警告说，以色列过于依赖少数几个出口商。

### 出口目的地和进口来源地
|                              | 国家或地区 | 数量(单位：十亿美元) | 出口占比 | 主要出口         | 來源    |
| ---------------------------- | ---------- | -------------------- | -------- | ---------------- | ------- |
| 1                            | 美国       | 20.3                 | 26.4%    | 切割钻石         | [ 185 ] |
| 2                            | 中國       | 5.53                 | 7.19%    | 積體電路         | [ 186 ] |
| 3                            | 巴勒斯坦   | 4.6                  | 5.98%    | 石油，電能       | [ 187 ] |
| 4                            | 愛爾蘭     | 3.86                 | 5.02%    | 積體電路         | [ 188 ] |
| 5                            | 英国       | 3.18                 | 4.13%    | 藥品，切割钻石   | [ 189 ] |
| 6                            | 印度       | 3.07                 | 3.99%    | 切割钻石，氯化鉀 | [ 190 ] |
| 7                            | 土耳其     | 2.33                 | 3.03%    | 精煉石油         | [ 191 ] |
| 8                            | 德国       | 2.31                 | 3%       | 多种商品         | [ 192 ] |
| 9                            | 巴西       | 2.07                 | 2.69%    | 氯化鉀           | [ 193 ] |
| 10                           | 荷蘭       | 2.02                 | 2.63%    | 多种商品         | [ 194 ] |
| 來源: （页面存档备份，存于） |            |                      |          |                  |         |

|                              | 国家或地区         | 数量(单位：十亿美元) | 进口占比 | 主要进口                               | 來源    |
| ---------------------------- | ------------------ | -------------------- | -------- | -------------------------------------- | ------- |
| 1                            | 中國（不包括香港） | 14.4                 | 13.9%    | 多種商品                               | [ 186 ] |
| 2                            | 美国               | 5.9                  | 11.2%    | 鑽石                                   | [ 185 ] |
| 3                            | 土耳其             | 7                    | 6.75%    | 生鐵條                                 | [ 191 ] |
| 4                            | 德国               | 6.46                 | 6.23%    | 多种商品                               | [ 192 ] |
| 5                            | 印度               | 4.86                 | 4.69%    | 石油，鑽石                             | [ 190 ] |
| 6                            | 瑞士               | 3.89                 | 3.76%    | 疫苗、血液、抗血清、毒素和培養物，玉米 | [ 195 ] |
| 7                            | 義大利             | 3.72                 | 3.59%    | 無釉陶瓷等多種商品                     | [ 196 ] |
| 8                            | 荷蘭               | 3.51                 | 3.39%    | 積體電路，藥物                         | [ 194 ] |
| 9                            | 比利时             | 3.43                 | 3.31%    | 鑽石                                   | [ 197 ] |
| 10                           | 法國               | 3.25                 | 3.13%    | 特殊用途船舶                           | [ 198 ] |
| 來源: （页面存档备份，存于） |                    |                      |          |                                        |         |

## 排名
2016年至2017年的全球竞争力报告将以色列列为世界第二大最具创新力的经济体。在联合国人类发展指数中，以色列在188个世界国家中排名第18位，被列为“高度发达国家”。截至2014年，以色列的经济复杂性指数在124个国家中排名第19位。国际管理发展学院(IMD) 2016年世界竞争力年鉴将以色列经济列为61个受调查经济体中世界竞争力排名第21位的经济体。在面对危机时，以色列经济被评为世界上最持久的经济，在研发中心的投资中也排名第一。以色列银行因其高效运作在各国央行中排名第一，高于2009年的第8位。以色列在技术人才的供应方面也名列第一。以色列公司，特别是在高科技领域的公司，在华尔街和其他世界金融市场上取得了相当大的成功:截至2010年，以色列在美国证券交易所上市的公司数量在外国中排名第二。
自上世纪80年代中期和90年代初以来，以色列就脱离了社会主义经济模式，向自由市场资本主义模式迈出了重大步伐。截至2012年，以色列的经济自由度得分为67.8，在2012年经济自由度指数中排名第48位。以色列的经济竞争力得益于对产权的有力保护、相对较低的腐败水平以及对全球贸易和投资的高度开放。所得税和公司税仍然相对较高。截至2011年，在透明国际的清廉指数中，以色列在182个国家中排名第36位。贿赂和其他形式的腐败在以色列是非法的，以色列是自2008年以来经合组织贿赂公约的签约国。